# Pauselijk legaat

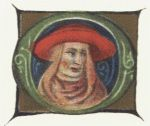
Miniatuur van een pauselijk legaat in de periode van Bonifatius VIII.

Een pauselijk legaat is een gezant van de paus die met bepaalde volmachten is uitgerust. De naam in het Latijn is legatus a latere, wat letterlijk betekent: gezant gezonden van de zijde van de paus. Een legaat van de paus bekleedt één of meer bevoegdheden van de paus zelf.

## Legatus a latere
Vanaf met name de twaalfde eeuw gingen de pausen er meer en meer toe over om juridische conflicten waarover zij in hoger beroep om een oordeel werden gevraagd, in handen te geven van een gevolmachtigd rechter (iudex delegatus). Deze werd ermee belast om het pauselijk vonnis aan twistende partijen op te leggen. Vaak kreeg een abt of bisschop uit een aangrenzende streek deze opdracht. Er zijn bijvoorbeeld uit de twaalfde eeuw al duizenden decretalen bekend met dergelijke vonnissen in briefvorm. Zo mocht een legaat bijvoorbeeld gelovigen excommuniceren, een vonnis dat exclusief door een paus kon geveld worden. De belangrijkste decretalen werden verzameld, geredigeerd en uiteindelijk opgenomen in het kerkelijke recht, zoals in de Decretales Gregorii IX  van 1234, ook wel Liber Extra genoemd, van paus Gregorius IX. Verschillende pausen waren zelf ooit pauselijk legaat.
De pausen stelden ook legaten aan om grote inspectiereizen en visitaties uit te voeren. Beroemd is de reis van kardinaal Nicolaus Cusanus in 1451 om de toestand van de Rooms-Katholieke Kerk in de Noordelijke Nederlanden te onderzoeken. Andere pauselijke legaten waren gouverneurs over steden van de Pauselijke Staat en in Avignon.
De canones 362 tot en met 367 van de Codex Iuris Canonici van 1983 behandelen de status en taken van pauselijke legaten volgens het huidige canonieke recht. Zo introduceerde paus Paulus VI in 1969 de mogelijkheid dat een pauselijk legaat een leek kan zijn. Dit was voor 1969 steeds een geestelijke.

## Legatus natus
Een legatus natus is een legatus a latere die deze bevoegdheid ambtshalve verwerft. Natus betekent in die zin door de ambtsaanvaarding als het ware geboren als pauselijk legaat. Vaak ging het om primaten van de Roomse Kerk en andere belangrijke prelaten. Zo waren ambtshalve legaat: de prins-aartsbisschop van Keulen; de aartsbisschop van Gran-Esztergom-Boedapest die primaat van Hongarije is; de prins-aartsbisschop van Mainz als primaat van Germania; de aartsbisschop van Gniezno als primaat van Polen. Tot de Reformatie was de (katholieke) aartsbisschop van Canterbury - de primaat van Engeland - een legatus natus.

## Andere legaten
Andere legaten van de paus, andere dan de legatus a latere zijn volgens het canoniek recht:
- Nuntius, pronuntius en internuntius: dezen hebben een diplomatieke status
- Apostolisch delegaat: deze heeft geen diplomatieke status en verzorgt enkel de apostolische relatie, dit wil zeggen de contacten met de lokale geestelijkheid.